# 勒内·笛卡儿
勒内·笛卡兒（1596年3月31日—1650年2月11日），法國哲學家、數學家和科學家。他在荷蘭度過了大部分事業生涯，曾為荷蘭軍隊服務。作為荷蘭黃金時代最著名的知識分子之一，笛卡兒也被廣泛認為是近代哲學和解析幾何的創始人之一。
笛卡兒哲學的許多元素在亞里斯多德學派晚期、16世紀復興的斯多葛主義或奧古斯丁等早期哲學家中都有先例。在他的自然哲學中，其與經院哲學的區別主要有兩點：第一，他拒絕將有形的實體分解為物質和形式；其次，在解釋自然現象時，他拒絕任何訴諸神聖或自然的最終目的。在他的神學中，他堅持天主創造行為的絕對自由。笛卡兒拒絕接受先前哲學家的權威，經常將他的觀點與他之前的哲學家區分開來。在現代早期關於情感的論文《靈魂的激情》（法語：Les Passions de l'âme）的開篇部分，笛卡兒甚至斷言他將在這個主題上寫作，“就好像以前沒有人寫過這些問題一樣”。他最著名的哲學陳述是“我思故我在”（拉丁語：Cogito, ergo sum），見於《談談方法》和《哲學原理》（類似的概念曾於約1554年由戈麥斯·佩雷拉提出）。
笛卡兒常被認為是近代哲學的重要先驅，他在很大程度上被認為促使17世紀人們對認識論日益關注。他為 17 世紀的歐陸理性主義奠定了基礎，後來由斯賓諾莎和萊布尼茨等倡議，但遭由霍布斯、洛克、喬治·柏克萊和休謨等學說組成的經驗主義學派的反對。在 17 世紀的荷蘭共和國，早期現代理性主義的興起—作為歷史上第一次以其自身的高度系統化的哲學流派—對整個現代西方思想產生了巨大而深遠的影響。笛卡兒和斯賓諾莎的兩個有影響力的理性主義哲學體系（他成年後的大部分時間都在荷蘭聯合省完成了他的所有主要著作）和斯賓諾莎—即笛卡兒主義和斯賓諾莎主義（英語：Spinozism）。正是17世紀的主要理性主義者，如笛卡兒、斯賓諾莎和萊布尼茨，為“理性時代”（即「啟蒙時代」）賦予了它的名字並在歷史上佔有一席之地。萊布尼茨、斯賓諾莎和笛卡兒都精通數學和哲學，笛卡兒和萊布尼茨也對科學做出了巨大貢獻。
笛卡兒的《第一哲學沉思集》（1641年）仍是大多數哲學系的指定教材。
笛卡兒對數學的影響同樣明顯，笛卡兒坐標系以他的名字命名，被認為是解析幾何的奠基者，該數學領域將先前獨立的幾何和代數領域聯繫起來，並被用於發現無窮小微積分和数学分析。
笛卡兒也是科學革命的關鍵人物之一。

## 生平
1596年，笛卡兒出生在法国安德尔-卢瓦尔省的图赖讷拉海（现更名为以纪念該學者）。他出身于地位较低的贵族家庭，父亲是雷恩的布列塔尼议会的议员。1岁多时母亲患肺结核去世，而他也受到传染，造成体弱多病。母亲去世后，父亲移居他乡並再婚，而把笛卡兒留给了他的外祖母带大，因此父子很少见面，但是父亲一直提供金钱方面的帮助，使他能够受到良好的教育，追求自己的兴趣而不用担心经济来源问题。
1604年，笛卡兒进入位于拉弗莱什的耶稣会的皇家亨利大帝学院学习。在那里，他学习到了数学和物理学，包括伽利略的作品。1616年12月毕业后，他遵从他父亲希望他成为律师的愿望，进入普瓦捷大学学习法律，并获得业士学位和文凭。毕业后笛卡兒一直对职业选择不定，又决心遊历欧洲各地，专心寻求“世界这本大書”中的智慧。1618年，笛卡兒加入荷兰的拿騷的毛里茨的军队。但是荷兰和西班牙之间签订了停战协定，于是笛卡兒利用这段空闲时间学习数学。
在笛卡兒的時代，學術界的通用語文是拉丁文。他遵循當時的習慣，發表著作時使用他的拉丁化姓名——（瑞那圖斯·卡提修斯）。他首創的笛卡兒坐標系因此也稱為卡提修坐標系。
笛卡兒对結合数学與物理學的興趣，是在荷兰当兵期间产生的。1618年11月10日，他偶然在路旁公告栏上，看到用佛莱芒语提出的数学问题徵答。這引起了他的兴趣，并且让身旁的人，將他不懂的佛莱芒语翻译成拉丁語。这位身旁的人就是大他八歲的以撒·貝克曼。貝克曼在数学和物理学方面有很高造诣，很快成为了他的導师。4个月后，他写信给貝克曼：“你是将我从冷漠中唤醒的人……”，并且告诉他，自己在数学上有了4个重大发现。1619年9月，他去到了法兰克福，在那时他宣称发现了一种方法，可以解决任何算术或几何问题。但笛卡兒认为基于所有学科的基础都是哲学，而哲学没有任何确定性，所以他要先在哲学建立确定性的基础。笛卡兒意识到任务是艰巨的，“那时我只有二十三岁，我想只有等到更成熟的年纪，在长时间的准备之后才可以去尝试完成这个任务。”实际上到1628年后他才开始建立他的准则。
1621年笛卡兒退伍。
1622年，當他26岁时，笛卡兒变卖掉父亲留下的资产，用4年时间游历欧洲，其中在意大利住了2年，随后遷住於巴黎。他在巴黎结识了马兰·梅森，梅森在1624和1625年出版的两部论战作品，既反对放纵派也反对怀疑主义。后来笛卡兒的《沉思集》就是专门讨论这两个主题的。离开巴黎后，梅森依然随时向他通报论战的进展。
因为在当时的法国教会势力庞大，不能自由讨论宗教问题，因此笛卡兒在1628年移居荷兰，在那里住了20多年。在此期间，笛卡兒致力于哲学研究发表了多部重要的文集，包括了《方法论》（Discours de la méthode）、《形而上学的沉思》（Méditations métaphysiques）和《哲学原理》（les Principes de la philosophie）等，成为欧洲最有影响力的哲学家之一。
1629年，笛卡兒开始写一部作品，想构建能解释所有自然现象的统一学说。第一部分名为《世界》，第二部分名为《论人》。《世界》中包含了地动说的假设，他本计划1633年将初稿寄给梅森，但他听到伽利略宣扬地动说被监禁的消息，因为害怕遭受同样的命运，他在34年放弃了出版。该作品在他去世才得以出版。
1639年11月笛卡兒开始写作《沉思集》，于40年完成，几个月后他5岁的女儿弗朗辛因热病去世。
1649年笛卡兒受瑞典克里斯蒂娜女王之邀来到斯德哥尔摩担任女王的私人教师，但不幸在这片“熊、冰雪与岩石的土地”患上肺炎，在1650年2月去世，享年54岁。
1663年他的著作在羅馬和巴黎被列入禁书之列。1740年，巴黎才解除禁令，替代当时在法国開始流行的艾薩克·牛頓世界体系。

### 宗教信仰
笛卡兒的宗教信仰在学术圈中一直被严格地争论着。他声称是虔诚的天主教基督徒，以及“沉思”的目的是为了维护基督教信仰。但是在他自己的时代，笛卡兒被指控宣扬秘密的自然神论和无神论信仰。与他同时代的布莱兹·帕斯卡说，“我不能原谅笛卡兒；他在其全部的哲学之中都想能撇开天主。然而他又不能不要天主来轻轻碰一下，以便使世界运动起来；除此之外，他就再也用不着天主了。”
斯蒂芬·高克罗格的笛卡兒传记中写到，“他作为一个天主教徒有着很深的宗教信仰，并一直保持到他死的那一天，并带着坚定的，热情的探索真理的渴望。”在笛卡兒死于瑞典后，克里斯蒂娜女王放弃了她的王位转信天主教（瑞典法律要求统治者是新教教徒）。她一直联系的仅有的天主教徒就是笛卡兒，他曾是她的个人家庭教师。

## 哲学思想

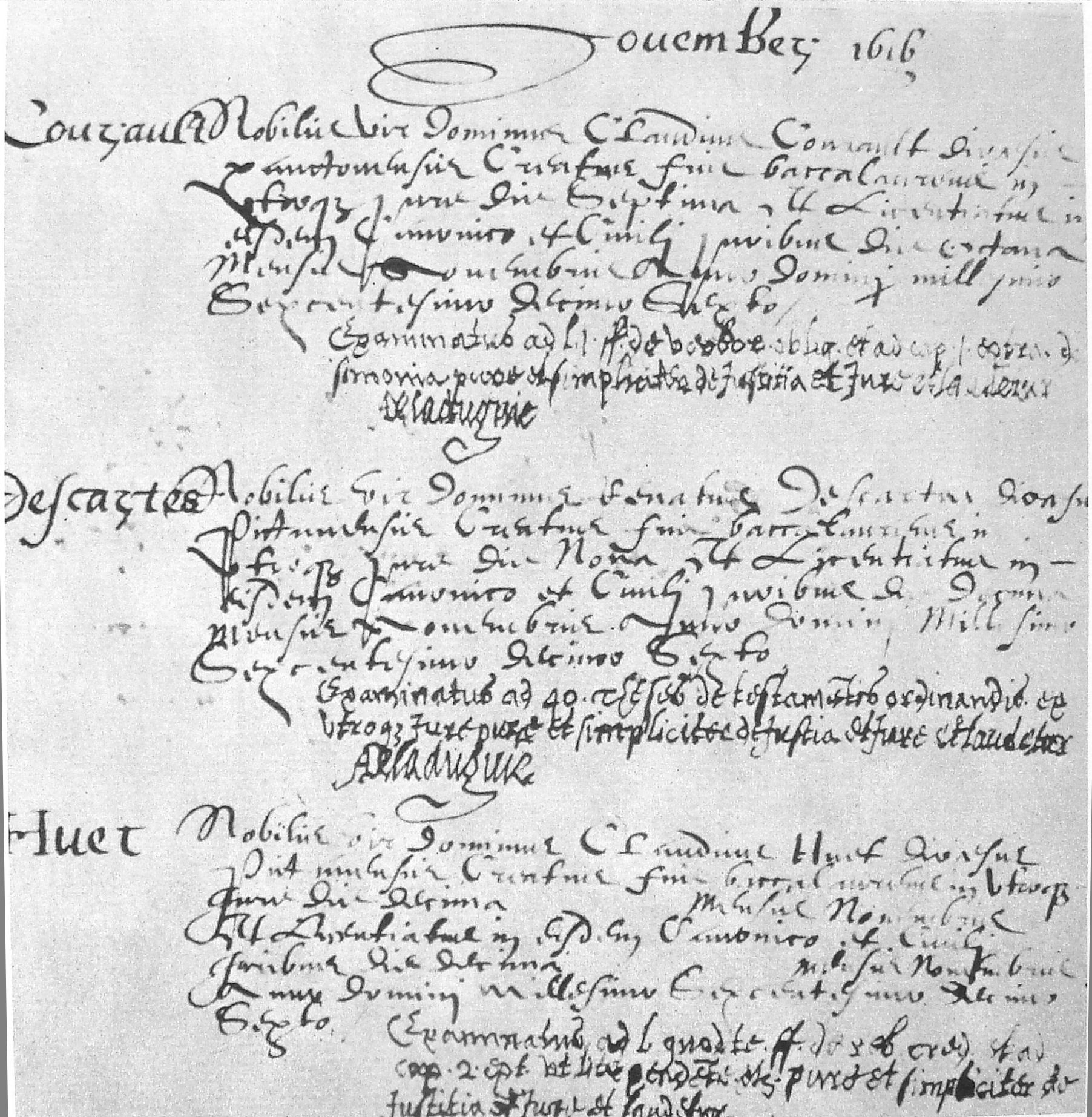
手稿Collège Royal Henry-Le-Grand,La Flèche,1616年

笛卡兒在哲学方面影响力很大，其中最广为人知的，是他著名命题“我思故我在”。事实上，他在形而上学、认识论、方法论等方面都有很大贡献，影响至今。

### 笛卡兒方法
他从逻辑学、几何学和代数学中发现了4条规则：
1. 凡是我没有明确地认识到的东西，我绝不把它当成真的接受。
2. 把我所审查的每一个难题按照可能和必要的程度分成若干部分，以便一一妥为解决。
3. 按次序进行我的思考，从最简单、最容易认识的对象开始，一点一点逐步上升，直到认识最复杂的对象。
4. 在任何情况之下，都要尽量全面地考察，尽量普遍地复查，做到确信毫无遗漏。

### 形而上学与认识论
笛卡兒是一个二元论者以及理性主义者。笛卡兒认为，人类可以使用数学的方法——也就是理性——来进行哲学思考。他相信，理性比感觉更可靠。例如，他认为数字、物理定律这类超出感官的实在是通过理性思考得知的，是无法通过感官认识的。他在“第一个沉思”中提出人无法完全区分睡梦的经验与清醒的经验，从而怀疑了感官，反驳了亚里士多德主义的经院哲学家“一切思想来源于感觉”的观念。
笛卡兒第一步認為懷疑就是出發點，感官知覺的知識是可以被懷疑的，我們並不能信任我们的感官。所以他不會說「我看故我在」、「我聽故我在」。从这里他悟出一个道理：我們所不能懷疑的是「我們的懷疑」。意指:我們無法去懷疑的，是我們正在「懷疑」這件事時的「懷疑本身」，只有這樣才能肯定我們的「懷疑」是有真實性的，並非虛假的產物。人們覺得理所當然或習以為常的事物，他卻感到疑惑，由此他推出了著名的哲学命题——“我思故我在”（Cogito ergo sum）。笛卡兒将此作为形而上学中最基本的出发点，从这里他得出结论，“我”必定是一个独立于肉体的、在思维的东西。笛卡兒还试图从该出发点证明出天主的存在。笛卡兒认为，我们都具有对完美实体的概念，由于我们不可能从不完美的实体上得到完美的概念，因此必定有一个完美实体——即天主——的存在來讓我們得到這個概念。从所得到的两点出发，笛卡兒繼續推論出既然完美的事物(神)存在，那麼我們可以確定之前的惡魔假設是不能成立的，因為一個完美的事物不可能容許這樣的惡魔欺騙人們，因此藉由不斷的懷疑我們可以確信「這個世界真的存在」，而且經由證明過後的數學邏輯都應該是正確的。现实世界中有诸多可以用理性来察觉的特性，即它们的数学特性（如长、宽、高等），当我们的理智能够清楚地认知一件事物时，那么该事物一定不会是虚幻的，必定是如同我们所认知的那樣。

### 身心二元论
笛卡兒对二元论的影响主要体现在神学和物理学上。笛卡兒关于身心分离的标志性理论被称为笛卡兒二元论（或身心二元论），贯穿于他提出的其他理论中，对后来的西方哲学造成了深远影响。在《第一哲学沉思录》中，笛卡兒试图证明上帝的存在，并且阐述了人类的灵魂与身体的区别。他认为人是身心的结合体，心灵和身体是不同但又紧密相连的。笛卡兒用样态来称呼实体特定的存在方式。他在《哲学原理》中写道：“我们可以清楚地感知实体，而不需要我们所说的与它不同的样态。但相反的，我们不能离开实体来理解样态。"他认为，要想脱离实体来感知一种模式，我们需要智力上的抽象。
根据笛卡兒的说法，当两种物质中可以各自分开存在时，两种物质就真正不同了。因此，笛卡兒推断上帝与人类，以及人的身体和心灵间存在根本性的差别。他认为身体是一种延展的实体，而心灵是一种不延展的、非物质的实体。这种巨大差异使得两者在本体论上截然不同。笛卡兒的不可分割性论证进一步强调了身心的区别。他认为心灵是完全不可分割的，因为：“当我考虑我的精神，也就是说，作为仅仅是一个在思维的东西的我自己的时候，我从精神里分不出什么部分来，我把我自己领会为一个单一、完整的东西。”
此外，笛卡兒在《沉思录》中通过对一块蜡的讨论，揭示了他二元论的最经典的教义：宇宙包含两种截然不同的实体，即心灵或灵魂和身体。心灵或灵魂被定义为思考，而身体被定义为物质和非思考。笛卡兒时代的亚里士多德哲学认为，宇宙本质上是有目的的或目的论的。发生的一切，无论是星星的运动还是树木的生长，都可以用自然界中的某种目的来解释。亚里士多德称此为“目的因”，而这些目的因对于解释自然运行的方式是不可或缺的。笛卡兒的二元论支持传统亚里士多德科学与开普勒和伽利略的新科学之间的区别，后者在试图解释自然时否认了神力和 "最终原因 "的作用。笛卡兒通过把最终原因从物理宇宙（res extensa）中排除，并支持心灵（res cogitans），为后者提供了哲学上的依据。因此，笛卡兒二元论在为现代物理学铺平道路的同时，也为灵魂不朽的宗教信仰敞开了大门。

  笛卡兒的心灵与物质的二元论暗示了人类的概念。笛卡兒认为，人是身心的复合体。笛卡兒优先考虑心灵，认为心灵可以没有身体而存在，身体却不能没有心灵而存在。在《沉思录》中，笛卡兒辩称，心灵是一种纯粹的实体，而身体仅由“偶然”组成。但他同时认为思想和身体是紧密相连的：
自然也用疼、饿、渴等等感觉告诉我，我不仅住在我的肉体里，就像一个舵手住在他的船上一样，而且除此而外，我和它非常紧密地连结在一起，融合、掺混得像一个整体一样地同它结合在一起。因为，假如不是这样，那么当我的肉体受了伤的时候，我，这个仅仅是一个在思维的我，就不会因此感觉到疼，而只会用理智去知觉这个伤，就如同一个舵手用视觉去察看是不是在他的船上有什么东西坏了一样。
笛卡兒对具身化的讨论提出了他的二元论哲学中最令人困惑的问题之一：一个人的身心结合到底是什么关系？因此，笛卡兒二元论在笛卡兒死后多年为身心问题的哲学讨论设定了议程。笛卡兒也是一个理性主义者，相信先天观念的力量。笛卡兒主张先天知识理论，所有人类都是通过上帝的更高力量而生来就拥有知识的。正是这种先天知识理论后来遭到哲学家约翰·洛克（1632-1704 年）和认为一切知识都是通过经验获得的经验主义者的反对。

## 对数学和歷史貢獻

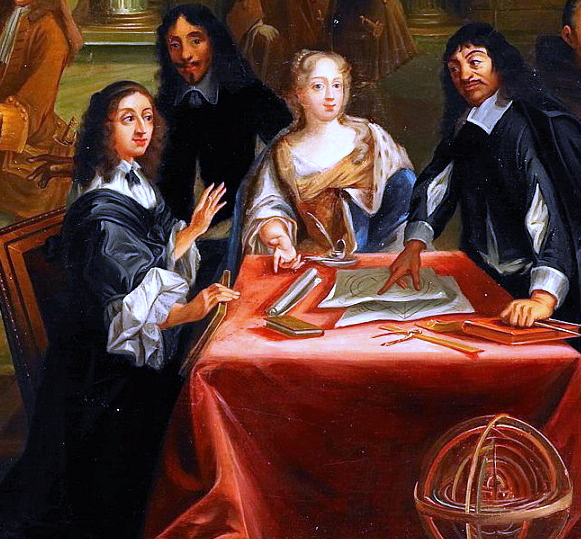
克里斯蒂娜女王（左）和笛卡兒（右）。

笛卡兒對數學最重要的贡献是创立了解析几何。笛卡兒成功地将当时完全分开的代数和几何学整合。在他的著作《几何》中，笛卡兒向世人证明，几何问题可以归结成代数问题，也可以通过代数转换来发现、证明几何性质。笛卡兒引入了坐标系以及线段的运算概念。笛卡兒在数学上的成就为后人在微积分上的工作提供了坚实的基础，而后者又是现代数学基石。他創新地將幾何圖形『轉譯』代數方程式，從而將幾何問題以代數方法求解，這就是今日的解析幾何（或稱「座標幾何」）。
此外，现在使用的许多数学符号都是笛卡兒最先使用的，这包括了已知数a, b, c以及未知数x, y, z等，还有指数的表示方法。他还发现了凸多面体边、顶点、面之间的关系，后人称为欧拉-笛卡兒公式。还有微积分中常见的笛卡兒叶形线也是他发现的。
在物理学方面，笛卡兒也有所建树。他在《屈光学》中首次对光的折射定律提出了理论论证。他还解释了人的视力失常的原因，并设计了矫正视力的透镜。力学上笛卡兒则发展了伽利略运动相对性的理论，强调了惯性运动的直线性。笛卡兒发现了动量守恒原理的原始形式(笛卡兒所定義的動量是一純量，不是向量，因此他的動量守恆原理後來也被證明是錯誤的)。他还发展了宇宙演化论、漩涡说等理论学说，虽然具体理论有许多缺陷，但依然对以后的自然科学家产生了影响。
他还用光的折射定律解释彩虹现象，并且通过元素微粒的旋转速度来分析颜色。
在心理学方面，笛卡兒也是有所贡献的。 他的观点和重大发现，对后来心理学颇有影响。他是近代二元论和唯心主义理论著名的代表。他的反射和反射弧的重大发现，为“动物是机器”的论断提供了重要依据。并提出，反应----刺激的假设。但是笛卡兒的反射概念是机械性的，他强调人和动物的区别，动物没有心灵，人是有心灵的，这样的推断是二元论的典型表现。另外，心神交感论也是笛卡兒在身心关系上二元论的又一典型表现，他认为，人的肉体是由物质实体构成的，人的心灵是由精神实体构成的。心灵和人体即可以相互影响、互为因果、相互作用。他认为人的原始情绪有六种：惊奇、爱悦、憎恶、欲望、欢乐和悲哀，其他的情绪都是这六种原始情绪的分支，或者组合。
笛卡兒的二元论心理学思想虽然在理论上是错误的，但是在当时社会背景下，是非常具有推动和进步作用的，他利用二元论摆脱了神学对科学的绝对控制，将人们的思想引导至理性思维和具体研究上，所以，他对心理学的贡献是不可忽视的。

## 琐事
笛卡兒死后坟墓遭盗墓贼挖掘，其头骨几经易手现存于法国巴黎夏樂宮人类博物馆。
笛卡兒堅決否認他與德國玫瑰十字會之間的關係，他所留下的相關文件中卻有許多巧合，他不承認可能是因為害怕被當時的教會打壓。
笛卡兒將早期在整合幾何與代數的研究與貝克曼一同分享，且曾說：「如果有機會，你不嫌棄用到我的研究或想法時，你大可表示那是你的想法。」這只是他過於客氣與謙虛的態度罷了，但貝克曼卻真的當作是自己的功勞。這使笛卡兒備受侮辱，所以他譴責貝克曼的「愚蠢和不學無術」。
同行評審(peer-review)的制度淵源於笛卡兒。在《第一哲學沉思集》出版前，Mersenne 收到委託手稿後，將其發給多位哲學家與神學家閱讀；隨後收到了六組反對意見，這些《反駁》與笛卡兒所作的《答辯》被收錄在書中的附錄一同印行，為歷史上最早的同儕評論。

## 著作
- 1618. Musicae Compendium （页面存档备份，存于）. 笛卡兒为其早期合作者撰写的关于音乐理论和音乐美学的论文, Isaac Beeckman （去世后第一版，1650）。
- 1626–1628. Regulae ad directionem ingenii （《指导心灵的规则》)。 不全。逝世后第一版是1684年的荷兰语翻译版，拉丁原文在1701年阿姆斯特丹出版 （R. Des-Cartes Opuscula Posthuma Physica et Mathematica）。Giovanni Crapulli编辑的最好的批判的版本，包括了1684年荷兰语的翻译 (The Hague: Martinus Nijhoff, 1966）。
- 1630–1631. La recherche de la vérité par la lumière naturelle （英文译名：The Search for Truth），是未完成的对话集，1701年发表。
- 1630–1633. Le Monde （《The World（英语：The World (Descartes)）》） and L'Homme （《论人》）。笛卡兒第一部系统论述他的自然哲学的作品。《论人》在其死后，1662年用拉丁语发表；《论世界》1664年。
- 1637. Discours de la méthode （《談談方法》）。 介绍其作品Essais，包括了Dioptrique，Météores和Géométrie。
- 1637. La Géométrie （《几何学》）。 笛卡兒在数学方面的主要作品。英语版由Michael Mahoney翻译 （New York: Dover, 1979）。
- 1641. Meditationes de prima philosophia （《第一哲學沉思集》），拉丁语版亦作Metaphysical Meditations。1642年发表第二版，包括了反驳和答辩，和Letter to Dinet（《给迪内的信》）。Luynes的Duke翻译出法文版，可能未经笛卡兒审查，1647年发表，包括了 反驳和答辩。
- 1644. Principia philosophiae （《哲学原理》），拉丁教科书，笛卡兒最初的目的是用此书来替代亚里士多德主义的经院哲学教科书。法文翻译Principes de philosophie，翻译者Claude Picot，笛卡兒审核，1647年以给波希米亚的伊丽莎白公主的信为序言。
- 1647. Notae in programma （英语：Comments on a Certain Broadsheet）。笛卡兒信徒Henricus Regius给笛卡兒的回信。
- 1648. La description du corps humain （《人类身体的描述》），笛卡兒死后由Clerselier在1667年发表。
- 1648. Responsiones Renati Des Cartes... （《与波尔曼的对话集》，英语：Conversation with Burman）。用问答形式呈现与Frans Burman在1648年4月16日的对话。1895年重新发现，1896年发表。批注后的双语版本（拉丁语原文、法语译文）由Jean-Marie Beyssade编辑，1981年发表。（Paris: PUF）。
- 1649. Les passions de l'âme （《灵魂的激情》）。关于伊丽莎白公主》
- 1657. Correspondance （三卷本： 1657, 1659, 1667）。笛卡兒的遗嘱执行人Claude Clerselier发表。1667年的第三卷是最全的。但是Clerselier忽略了许多关于数学的资料。

2010年11月，之前未知的信件，1641年5月27日寄，由一位荷兰哲学家Erik-Jan Bos用Google发现。Bos 发现信件以总结形式提及了哈弗福德學院保存的自传，在Haverford, Pennsylvania。学院不知道信件从未发表。这是近25年来发现的第三封信件。

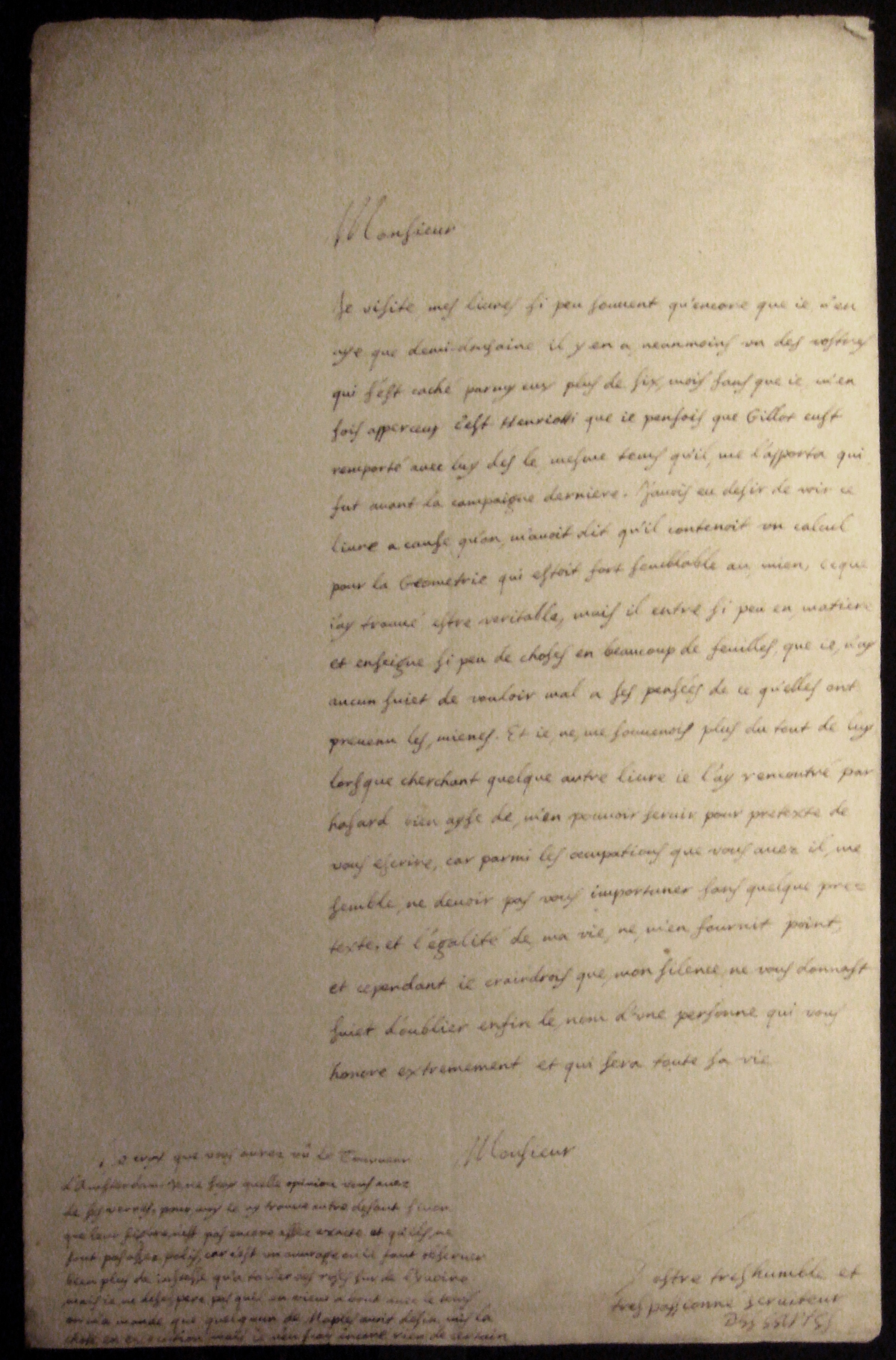
笛卡兒的手写信，1638年12月
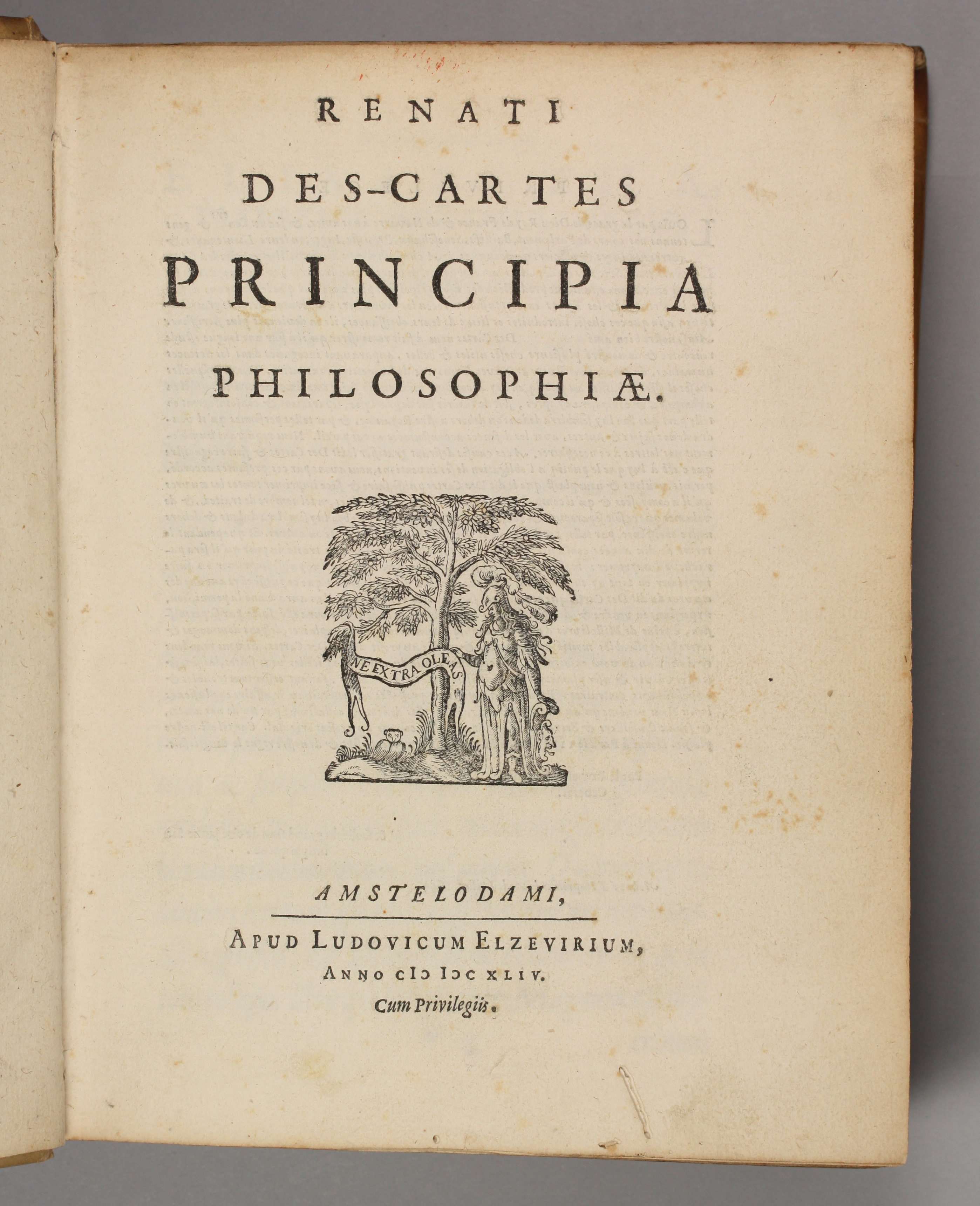
《哲学原理》拉丁文版， 1644年

## 中文文献

### 原著译文
- 庞景仁译 《第一哲学沉思集:反驳和答辩》（商务印书馆，1986年）ISBN 9787100006859
- 王太庆译 《谈谈方法》（商务印书馆，2000年）ISBN 9787100030908
- 关文运译 《哲学原理》（商务印书馆，1958年）ISBN -

### 中文学术文献

#### 中文
- 施璇译 《笛卡兒的心物学说研究》（上海人民，2015）ISBN 9787208128316
- 吴增定《自因的悖谬——笛卡兒、斯宾诺莎与早期现代形而上学的革命 （页面存档备份，存于）》《“我思”及其主体性——简析胡塞尔在《第一哲学》中对于笛卡兒的解释 （页面存档备份，存于）》
- 雷思温 《笛卡兒普遍怀疑中的上帝、数学与恶魔 （页面存档备份，存于）》《戴上面具的笛卡兒与卸下面具的卢梭 （页面存档备份，存于）》

#### 外文译文
- 凯莫林（Andreas Kemmerling）《“我”之观念：笛卡兒哲学研究》（华东师范，2015）ISBN 9787567527690
- G.哈特费尔德《笛卡兒与<第一哲学的沉思>》（广西师范，2007）ISBN 9787563366521

#### 科普与其他
- 孙卫民 《笛卡兒》（九州，2012）ISBN 9787510814877
- 刘小枫编《笛卡兒的精灵》（华夏，2009）ISBN 9787508051796

## 參見

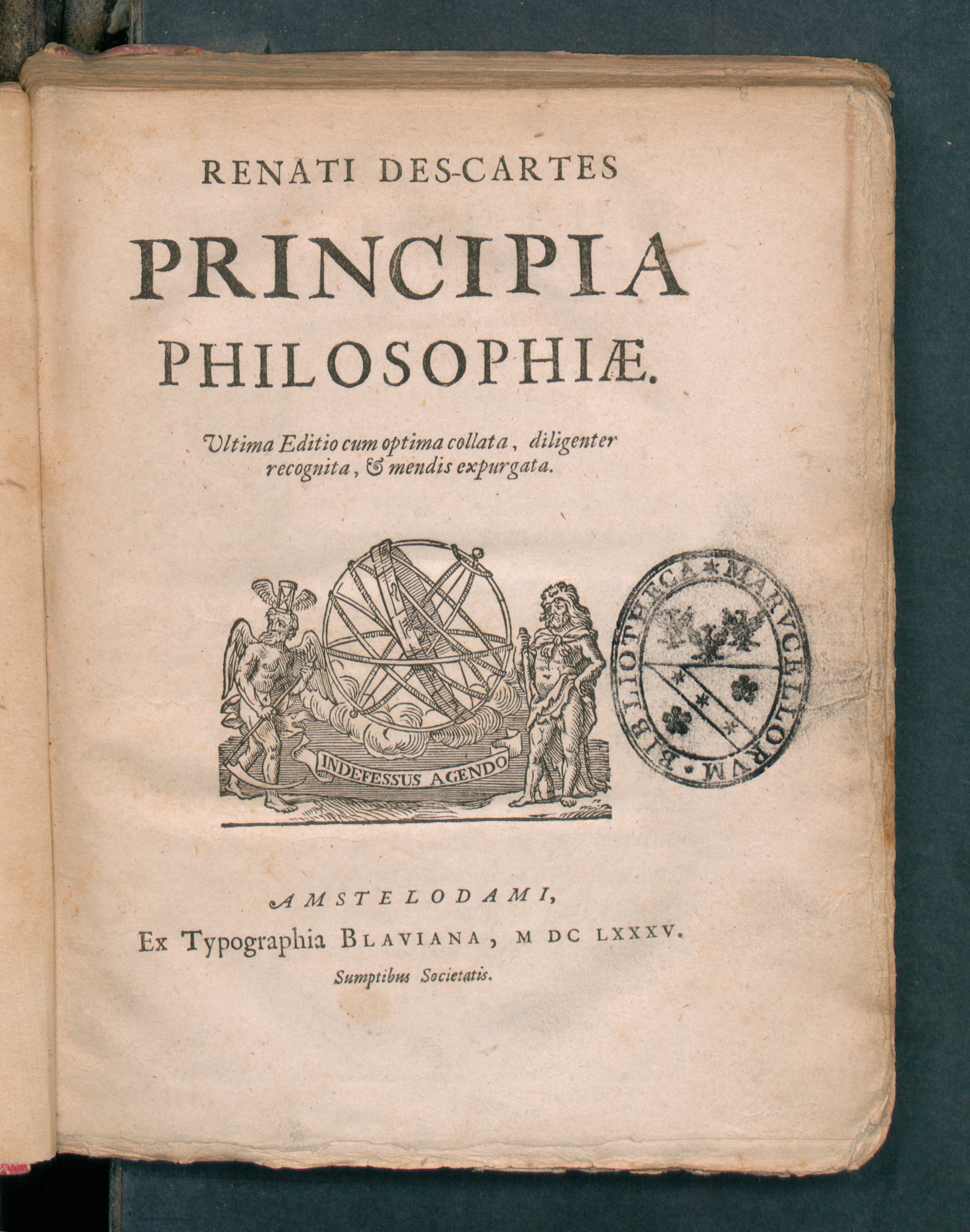
Principia philosophiae, 1685

### 數學相關條目
- 笛卡兒坐標系
- My Day
- 笛卡兒葉形線
- 等角螺線
- 笛卡兒符號法則
- 笛卡兒積
- 笛卡兒閉範疇
- 歐拉-笛卡兒公式
- 解析幾何
- 笛卡兒數

### 哲學理論
- 我思故我在
- 理性主義
- 懷疑論
- 唯物主義
- 方法論

### 引用
1. ↑  . Newadvent.org.   [2012-05-30]. （原始内容存档于2011-04-24）. ...preferred to avoid all collision with ecclesiastical authority.
2. ↑  新华通讯社译名室 (编). . 北京: 中国对外翻译出版公司. 1993: 740. ISBN 7500102216.
3. ↑  . Collins English Dictionary. HarperCollins.   [2022-01-16]. （原始内容存档于2017-08-09）.
4. ↑  "Descartes, René[]" (US English). Lexico. Oxford University Press. 2020.
5. ↑  Colie, Rosalie L. . Cambridge University Press. 1957: 58.
6. ↑  Nadler, Steven. 2015. The Philosopher, the Priest, and the Painter: A Portrait of Descartes. Princeton University Press. ISBN 978-0-691-16575-2.
7. ↑  Carlson, Neil R. . Needham Heights, Massachusetts: Pearson: Allyn & Bacon. 2001: 8. ISBN 978-0-205-30840-8.
8. ↑  Pereira, Gómez. 1749 [1554]. "De Immortalitate Animae." Antoniana Margarita. p. 277.
9. ↑  Bertrand Russell (2004) History of western philosophy （页面存档备份，存于） pp. 511, 516–17.
10. ↑  Moorman, R. H. 1943. "The Influence of Mathematics on the Philosophy of Spinoza （页面存档备份，存于）." National Mathematics Magazine 18(3):108–15.
11. ↑  Grondin, J., Introduction to Metaphysics: From Parmenides to Levinas (New York, NY: Columbia University Press, 2004), p. 126 （页面存档备份，存于）.
12. ↑  Rodis-Lewis, Geneviève. . Cottingham, John  (编). . Cambridge University Press. 1992: 22  [2013-10-10]. ISBN 978-0-521-36696-0. （原始内容存档于2014-10-21）.
13. ↑  Desmond, p. 24
14. ↑  Porter, Roy. .  paperback edition, 135798642. Great Britain: Harper Collins. 1999: 217 [1997]. ISBN 0006374549.
15. ↑  Baird, Forrest E.; Walter Kaufmann. . Upper Saddle River, New Jersey: Pearson Prentice Hall. 2008: 373–377. ISBN 0-13-158591-6.
16. ↑  . FamousScientists.org.   [2011-12-15]. （原始内容存档于2021-02-06）.
17. ↑  参考
18. ↑  [英], 汤姆·索雷尔. . 译林出版社. 2014-08: p33. ISBN 9787544732703.
19. ↑  索雷尔 (Sorell, Tom); Li yong yi.; 索雷尔.; 李永毅. . . 南京: 译林出版社. 2014-08: p57–58. ISBN 978-7-5447-3270-3. OCLC 910687808.
20. ↑  索雷尔 (Sorell, Tom); Li yong yi.; 索雷尔.; 李永毅. . . 南京: 译林出版社. 2014-08: p62–63. ISBN 978-7-5447-3270-3. OCLC 910687808.
21. ↑  索雷尔 (Sorell, Tom); Li yong yi.; 索雷尔.; 李永毅. . 南京: 译林出版社. 2013: p103–104. ISBN 978-7-5447-3270-3. OCLC 910687808.
22. ↑  [.htm 〔法〕帕斯卡尔《思想录》，思想录34]
23. ↑  The Religious Affiliation of philosopher and mathematician Rene Descartes （页面存档备份，存于）. Webpage last modified 5 October 2005.
24. ↑  Smith, Kurt. . The Stanford Encyclopedia of Philosophy BY COLA. Fall 2010  [2013-08-05]. （原始内容存档于2021-03-23）.
25. ↑  笛卡尔.  2017年6月. 北京: 商务印书馆. 2000年11月: 16. ISBN 9787100030908.
26. ↑  G. 哈特费尔德. . 桂林: 广西师范大学出版社. 2007年8月: 77–79. ISBN 9787563366521.
27. ↑  Watson, Richard A. . American Philosophical Quarterly (University of Illinois Press). January 1982, 19 (1): 73–81. JSTOR 20013943.
28. ↑  Gobert, R. D., The Mind-Body Stage: Passion and Interaction in the Cartesian Theater 的存檔，存档日期16 August 2021. (Stanford: Stanford University Press, 2013).
29. ↑  David Cunning. . Cambridge University Press. 2014: 277. ISBN 978-1-107-72914-8.
30. ↑  David Cunning. . Cambridge University Press. 2014: 278. ISBN 978-1-107-72914-8.
31. ↑  David Cunning. . Cambridge University Press. 2014: 279. ISBN 978-1-107-72914-8.
32. 1 2  勒内, 笛卡尔. . . 由庞景仁翻译. 商务印书馆. 2017. ISBN 978-7-100-13977-9. OCLC 1124958510.
33. ↑  Georges Dicker. . OUP. 2013: 86. ISBN 978-0-19-538032-3.
34. ↑  Georges Dicker. . OUP. 2013: 87. ISBN 978-0-19-538032-3.
35. ↑  Georges Dicker. . OUP. 2013: 301. ISBN 978-0-19-538032-3.
36. 1 2  Georges Dicker. . OUP. 2013: 303. ISBN 978-0-19-538032-3.
37. ↑  Stanford Encyclopaedia of Philosophy (online): Descartes and the Pineal Gland.
38. ↑  Eric Shiraev. . Sage. 2010: 88. ISBN 978-1-4129-7383-0.
39. ↑  Baldwin, Bird T.  (PDF). The Sewanee Review (The Johns Hopkins University Press). April 1913, 21 (2): 177–187  [22 September 2020]. JSTOR 27532614. （原始内容存档 (PDF)于26 September 2022）.
40. ↑  Kenny, Anthony. A New History of Western Philosophy, Volume 3, The Rise of Modern Philosophy. p37
41. ↑  Vlasblom, Dirk. . NRC.nl. 2010-02-25  [2012-05-30]. （原始内容存档于2016-11-08） （荷兰语）.
42. ↑  Vlasblom, Drik. . NRC.nl.   [2020-02-22]. （原始内容存档于2016-10-27） （荷兰语）.

### 外部連結
- - 方法论 （页面存档备份，存于）（英文）
- 笛卡儿，一位善于思考的人
- 天涯線上書庫 - 笛卡兒：第一哲學沉思集——反駁和答辯
- 華梵大學 - 笛卡兒：引導天賦的規則